# Quận Seward, Kansas
Quận Seward là một quận thuộc tiểu bang Kansas, Hoa Kỳ. Theo điều tra dân số năm 2000 của Cục điều tra dân số Hoa Kỳ, quận có dân số 22.510 người. Quận lỵ là Liberal.

## Địa lý
Theo Cục điều tra dân số Hoa Kỳ, quận có tổng diện tích 641 dặm vuông (1.659 km ²), trong đó, 640 dặm vuông (1.656 km ²) là đất và dặm 1 vuông (3 km ²) của nó (0,15%) là diện tích mặt nước.

### Các quận giáp ranh
- Quận Haskell (phía Bắc)
- Quận Meade (phía đông)
- Quận Beaver, Oklahoma (đông nam)
- Quận Texas, Oklahoma (tây nam)
- Quận Stevens, Kansas (tây)